# Couac

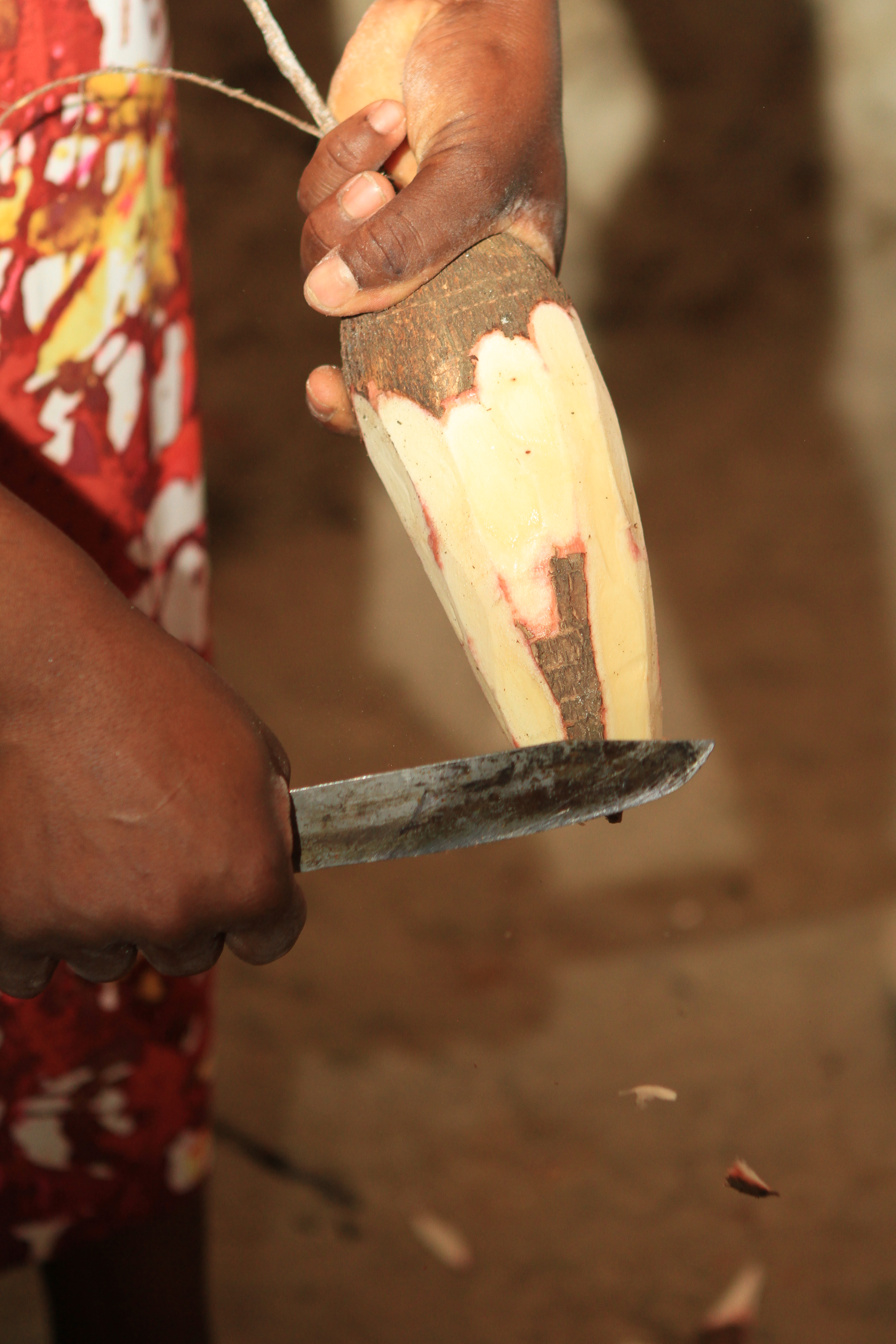
Instrumento

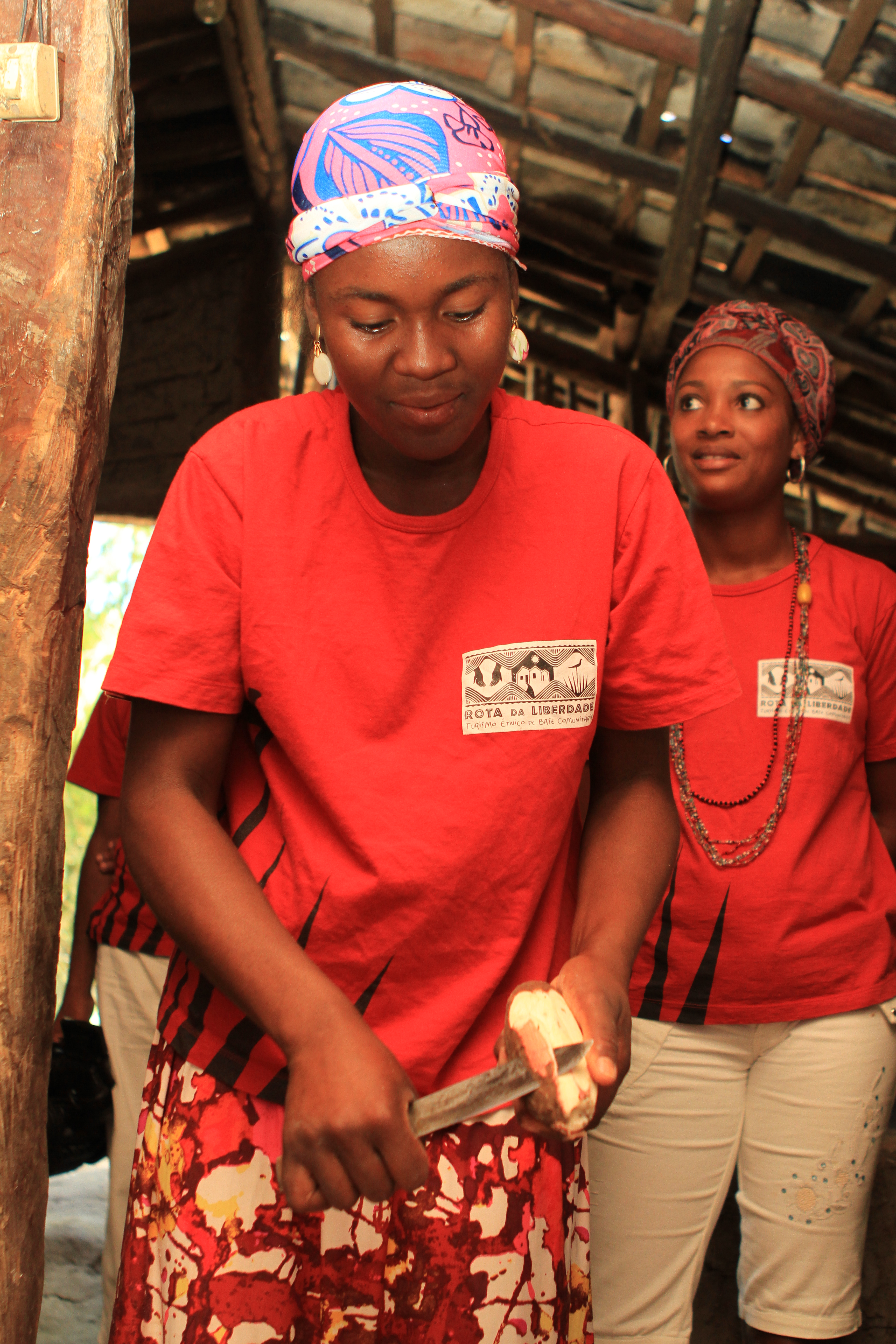
Tiene grager

El couac, kwak en criollo de Guayana Francesa o farinha de mandioca en portugués es una harina o sémola fabricada a partir de raíces de yuca maceradas en agua, ralladas y escurridas para eliminar el ácido cianhídrico que contienen.
Una vez preparada se cuece y se emplea como acompañamiento o para ensaladas en las cocinas brasileña y de las Guayanas (Surinam, Guyana y Guayana Francesa).